# Amazona amazonica
El loro guaro o amazona alinaranja (Amazona amazonica) es una especie de ave psitaciforme de la familia Psittacidae que vive en Sudamérica. 

## Descripción

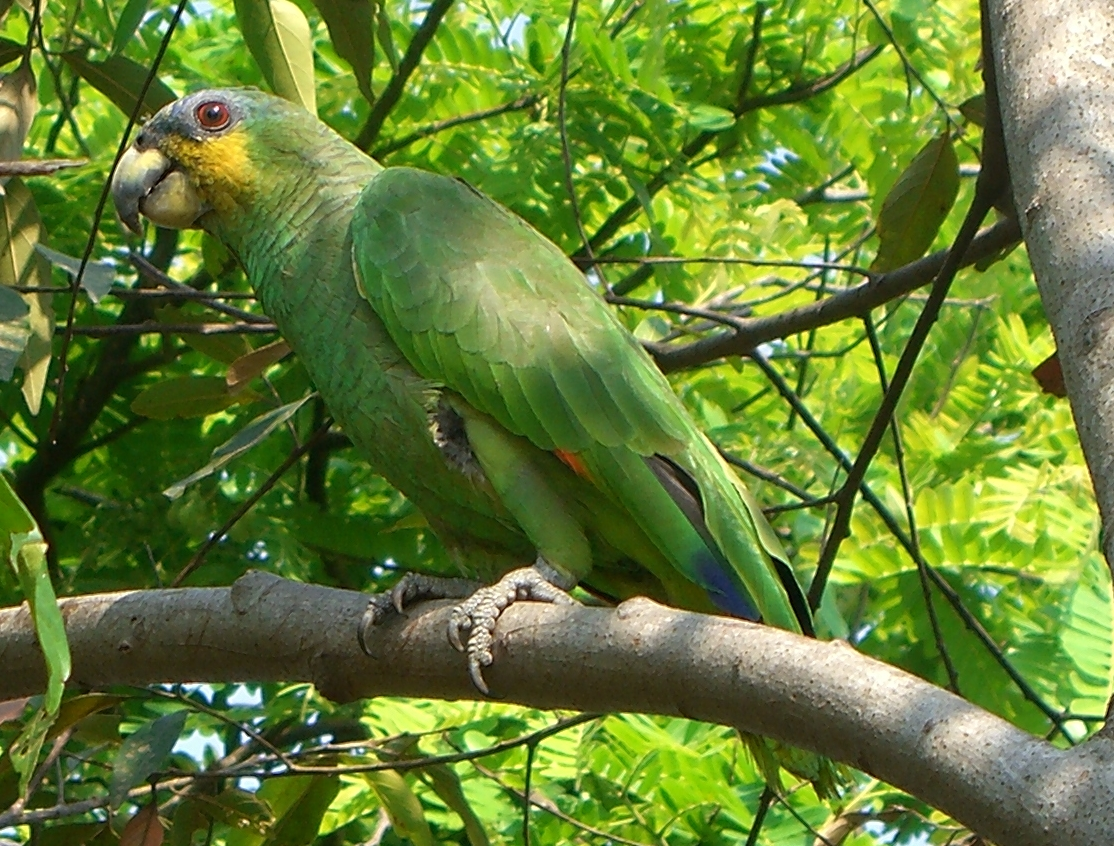
Ejemplar en Colombia.

Se trata de un loro mediano, que mide 33 cm de largo y pesa 340 g de promedio. Ambos sexos son similares. Su plumaje es principalmente verde con la frente blanca o amarilla, las mejillas amarillas y anillos oculares azules y también tiene azul el lorum. Además tiene las coberteras de la parte inferior de las alas anaranjadas. 
A. a. tobagensis, hallado solo en Trinidad y Tobago, es una subespecie que es mayor a la sp., y más anaranjado en las alas.

## Distribución y hábitat
Se extiende por Colombia, Venezuela, Ecuador, Perú, Brasil, Paraguay, Bolivia, Surinam, Guyana,Costa Rica Guyana Francesa y Trinidad y Tobago. 
También se ha establecido como cimarrona en Miami, Florida. 
Su hábitat natural son las selvas tropicales y los límites de los forestales, aunque también en zonas abiertas con algunos árboles.

## Comportamiento
Se alimenta de semillas y de fruta, incluyendo el fruto de palmas y a veces cacao. Por lo general se lo ve en parejas, aunque no es extraño avistarlo en bandadas de 50 o más individuos. 
Hace puestas de 3 a 5 huevos blancos en cavidades en los árboles, que la hembra incuba durante tres semanas, y cuando nacen los pichones tardan dos meses en desarrollarse.
Son aves ruidosas que se posan comúnmente en palmeras y otros árboles. En cautividad son loros hiperactivos que pueden hacer trucos o imitar palabras.

## Estado de conservación
Aunque este loro está catalogado como especie de preocupación menor, sus mayores amenazas pueden llevarlo al borde de la extinción en poco tiempo, siendo las más prominentes la tala inmoderada y quema de bosques para la agricultura o construcción de poblados, la minería ilegal con explosivos y el tráfico y venta ilegal de loros para el mascotismo. Se cree que en libertad quedan entre 3.000 a 12.000 ejemplares. Evita comprar loros en el mercado negro y salva a esta especie.